# Convoi des 31000
Il Convoi des 31000 (o Convoy of the 31000s) partì da Romainville, in Francia, per il campo di concentramento di Auschwitz il 24 gennaio 1943. Fu l'unico convoglio a deportare le donne della Resistenza francese ad Auschwitz. Il nome deriva dal fatto che all'arrivo alle prigioniere furono assegnati i numeri tra il 31625 e il 31854; erano per lo più membri del Partito Comunista o combattenti della Resistenza. Su 230 donne arrivate al campo solo 49 sopravvissero al calvario. Alcune testimoniarono contro i nazisti dopo la guerra, scrissero autobiografie, ricevettero il Legion d'Onore o furono decretate Giuste tra le nazioni.

## Contesto storico
Nel 1941 Otto von Stülpnagel stilò la direttiva Notte e nebbia (Nacht und Nebel) che prevedeva la deportazione dei "nemici del Reich" nei territori orientali per isolarli dal resto del mondo, con il divieto di qualsiasi comunicazione con le famiglie, allo scopo di allarmare le famiglie coinvolte e di dissuaderle dalla partecipazione alla Resistenza. Lo si può vedere in una lettera di Himmler ai membri della Gestapo: "Dopo un'attenta considerazione, la volontà del führer è di modificare le misure contro coloro che si sono resi colpevoli di crimini contro il Reich o contro le forze tedesche nei territori occupati. Il nostro führer ritiene che una pena detentiva o un lavoro forzato a vita trasmetta un messaggio di debolezza. L'unico deterrente possibile è o la pena di morte, o qualcosa che lascerà la famiglia e il resto della popolazione nel dubbio sulla sorte del criminale. La deportazione in Germania soddisferà questo scopo."
Questa pratica fu attuata per mesi contro i francesi sospettati di spionaggio, tradimento, di aiuto ai nemici del Reich o di possesso illegale di armi, tutte accuse passibili di pena di morte.

## Il viaggio

### Detenzione

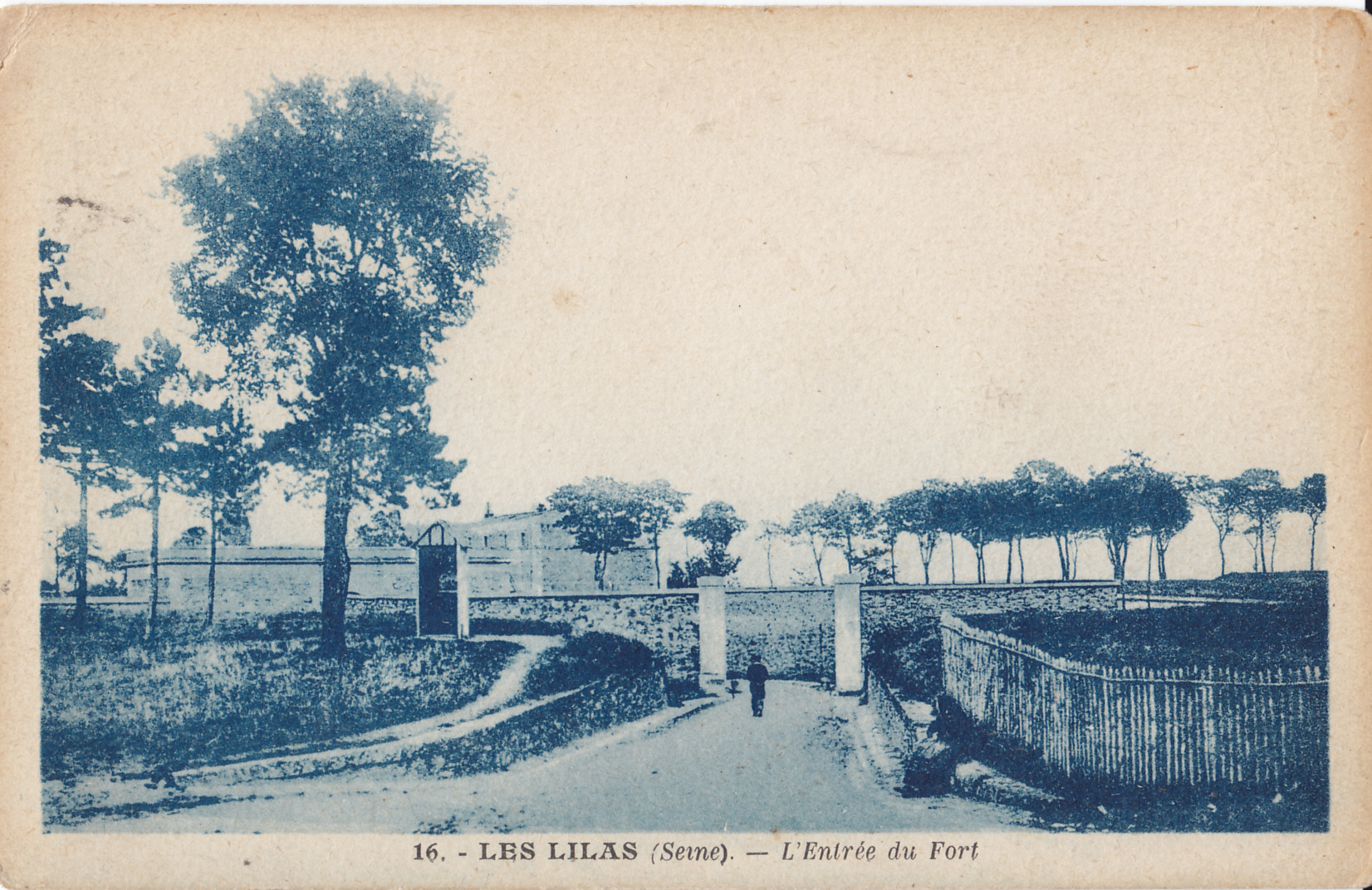
L'ingresso a Fort Romainville durante il periodo tra le due guerre

Le persone in attesa di essere deportate venivano imprigionate a Fort Romainville, un'ex prigione sequestrata dalle forze naziste nel 1940 per essere utilizzata come campo di transito. Una delle prime ad arrivare al campo fu Maria Alonso, una spagnola arrestata per aver fornito un ciclostile alla Resistenza. Alonso fu nominata capo della sezione femminile e dieci giorni dopo fu raggiunta dalle giovani donne coinvolte nella stampa e distribuzione della propaganda comunista sotto Arthur Tintelin. Tra queste Madeleine Doiret, Jacqueline Quatremaire, Lucienne Thevenin, Jeanne Serre e Vittoria Daubeuf. Il 24 agosto arrivarono le donne catturate durante il raid Politzer-Pican-Dallidet di Parigi, tra cui Madeleine Dissoubray, Marie-Claude Vaillant-Couturier, Danielle Casanova, Charlotte Delbo e Madeleine Passot, oltre a una sedicenne, Rosa Floch, arrestata per aver scritto “Vive les Anglais” sul muro della sua scuola. Una delle ultime a raggiungere Romainville fu Georgette Rostaing, arrestata il 3 gennaio 1943.
Data la malnutrizione diffusa, le detenute istituirono un sistema di raccolta di pacchi alimentari per sostenersi reciprocamente. Danielle Casanova convinse alcune donne, le cui finestre si affacciavano sulla strada, a gridare denunciando la carenza di cibo, il che costrinse il direttore del campo a migliorare le razioni. Per questa azione Casanova e Germaine Pican furono messe in isolamento, ma la zuppa diventò più sostanziosa. La detenuta Marie Politzer organizzava sessioni di ginnastica e docce fredde ogni mattina per mantenere le compagne in forma.
Nel carcere circolava un bollettino, raccolto ascoltando le guardie, i cuochi e i nuovi arrivati. Scritto in blu di metilene sulla carta da pacchi della Croce Rossa, era intitolato Le Patriote de Romainville. Le testimonianze di donne come Madeleine Passot e Madeleine Dissoubray mostrano che le internate si sentivano una squadra e non dovevano “fare amicizia” perché erano già tutte strettamente legate. Come in altri campi di prigionia, divenne importante il teatro; Charlotte Delbo dirigeva le commedie e Cécile Charua realizzava i costumi. Dopo il pranzo della domenica si organizzavano i "pomeriggi artistici" che attiravano alcune guardie tedesche e i detenuti maschi. 

### Partenza

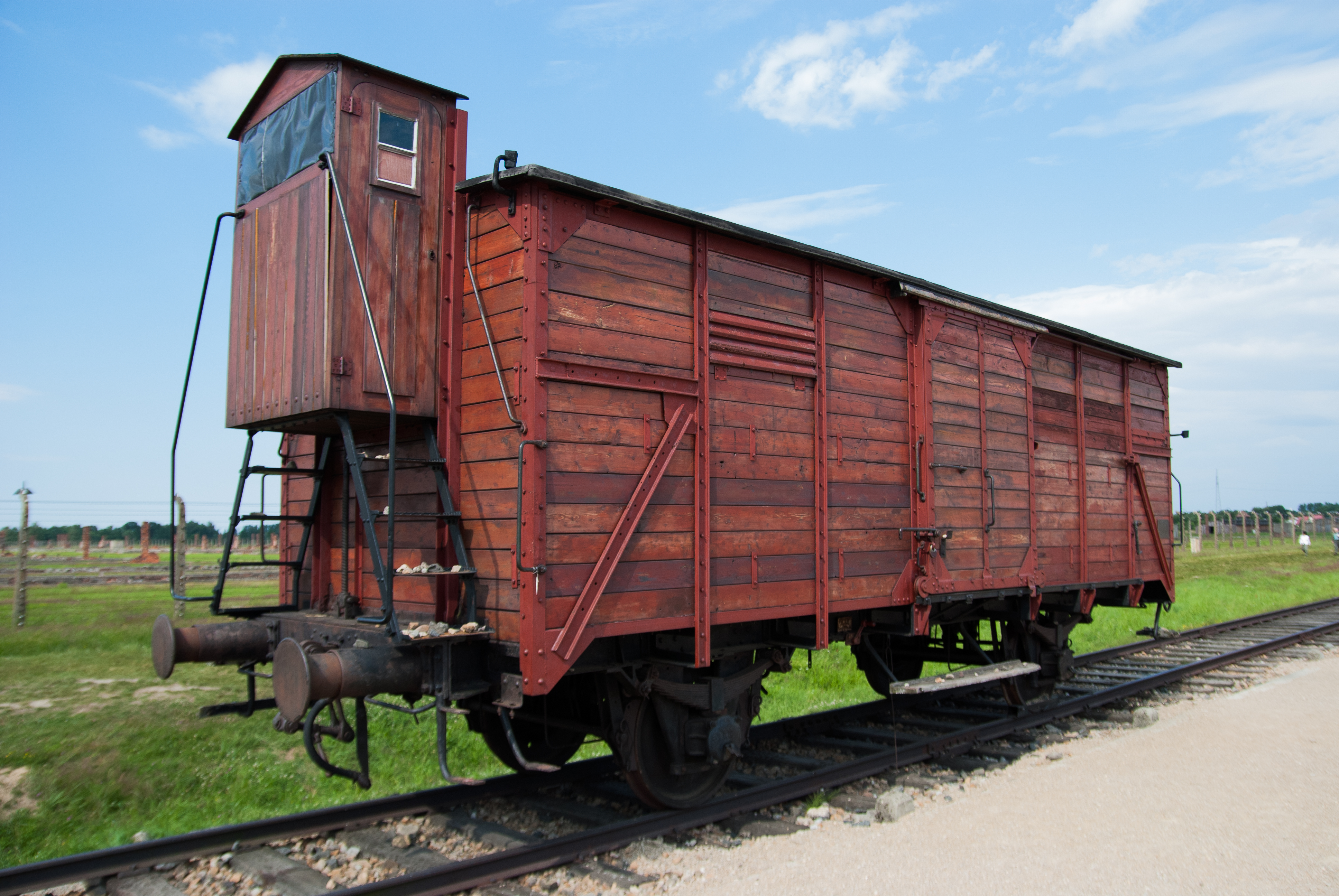
Vagone di un treno merci utilizzato per i treni dell'Olocausto ora in mostra ad Auschwitz trasformato in un luogo commemorativo.

La sera del 22 gennaio 1943 vennero radunate tutte le donne del forte. A 222 di esse fu detto di fare un passo avanti; avrebbero dovuto preparare solo una piccola valigia e vestiti caldi per la partenza. Sebbene non conoscessero la loro destinazione finale, non sembravano aver paura, poiché credevano che essere mandate a lavorare in una fabbrica in Germania non potesse essere peggiore delle celle della Gestapo.
Il 24 gennaio allo scalo merci di Compiègne arrivarono 230 donne che furono caricate sugli ultimi quattro carri bestiame (la parte anteriore del treno era stata occupata da 1.446 uomini il giorno prima). Per il viaggio ognuna ricevette una pagnotta e un pezzo di salsiccia lungo 10 cm. Negli affollati carri bestiame le donne adottarono un sistema di rotazione: metà di loro sedute, le altre sdraiate e sistemate intorno. Ad ogni fermata lungo il percorso facevano passare biglietti attraverso le porte sperando che qualcuno li raccogliesse e consegnasse ai destinatari. Il primo giorno il treno si fermò a Châlons sur Marne, e un ferroviere sussurrò loro da dietro la porta:"Sono spacciati. Hanno perso Stalingrado. Tornerete presto. Coraggio, ragazze". A Halle-sur-Salle i vagoni degli uomini e delle donne furono separati. Le donne furono mandate ad Auschwitz, gli uomini a Sachsenhausen. Durante una delle soste una guardia tedesca gridò: "Divertitevi. State andando in un campo dal quale non tornerete mai più". Alla stazione di Breslavia ricevettero una bevanda tiepida e il primo cibo dopo la partenza. Arrivarono ad Auschwitz la mattina del 27 gennaio.

### Auschwitz

#### I primi giorni

Il distintivo che era destinato ai prigionieri polacchi, erano simili al distintivo che erano costretti a indossare i prigionieri del Convoi des 31000.

Il 27 gennaio 1943 le 230 donne entrarono nel campo di concentramento di Auschwitz-Birkenau cantando La Marsigliese. Alcune, appena portate in una baracca, si rifiutarono di bere la farinata distribuita, lamentandosi dell'odore delle ciotole di smalto rosso che avevano ricevuto. In seguito si seppe che quelle ciotole erano state usate da malati di dissenteria per alleggerirsi la notte. Il primo giorno Danielle Casanova si offrì volontaria per diventare la nuova dentista del campo, su richiesta della SS. Questa posizione le permise poi di procurare un lavoro simile anche a Maï Politzer e Betty Langlois. Le altre donne furono costrette a spogliarsi e a consegnare tutti gli effetti personali prima di essere portate in un'altra stanza, dove vennero loro tagliati i capelli e rasati i peli pubici, e i loro corpi disinfettati con un panno imbevuto di benzina. Dopo un bagno di vapore furono tatuate nell'interno delle braccia con i numeri da 31.625 a 31.854. Indossando abiti da prigionieri troppo larghi o stretti, le 230 componenti del convoglio cucirono una F su un triangolo rosa sulla loro uniforme - F per francesi e triangolo rosa per deportati politici.
Poco dopo furono inviate al blocco 14 per due settimane in quarantena, durante la quale non erano obbligate a lavorare ma dovevano partecipare agli appelli, stando in piedi nella neve per ore. Madeleine Dissoubray ricordò in seguito che cercavano di proteggersi mettendo i più deboli nel mezzo per tenerli al caldo. Le prime a morire furono le più anziane: Marie Grabb, una combattente della Resistenza di 63 anni della regione di Tours, morì prima dell'appello del primo giorno; Léona Bouillard detta "Nanna", 57 anni, non poté essere rianimata dopo essere caduta durante la seconda chiamata. Nel corso della quarantena morirono molte altre: Léa Lambert, Suzanne Cosentin, picchiata a morte da una guardia, Yvonne Cavé, morta di congelamento dopo che le erano state rubate le scarpe.

#### "La corsa"
Il 10 febbraio ebbe luogo un evento che le sopravvissute ricordano come La corsa. Dopo aver trascorso la giornata in piedi sulla neve, le 15.000 donne del campo furono costrette a correre davanti ai medici e alle guardie che fecero così una "selezione" tra le più forte e le più deboli. Alcuni lo considerano un atto di vendetta da parte delle SS dopo la vittoria dei sovietici a Stalingrado. Perirono quattordici donne del Convoi des 31000, tra cui Sophie Brabander, Sophie Gigand e Aminthe Guillon, mentre Alice Viterbo trascorse diverse settimane nel blocco 25 prima di morire.

#### La vita nel campo di concentramento

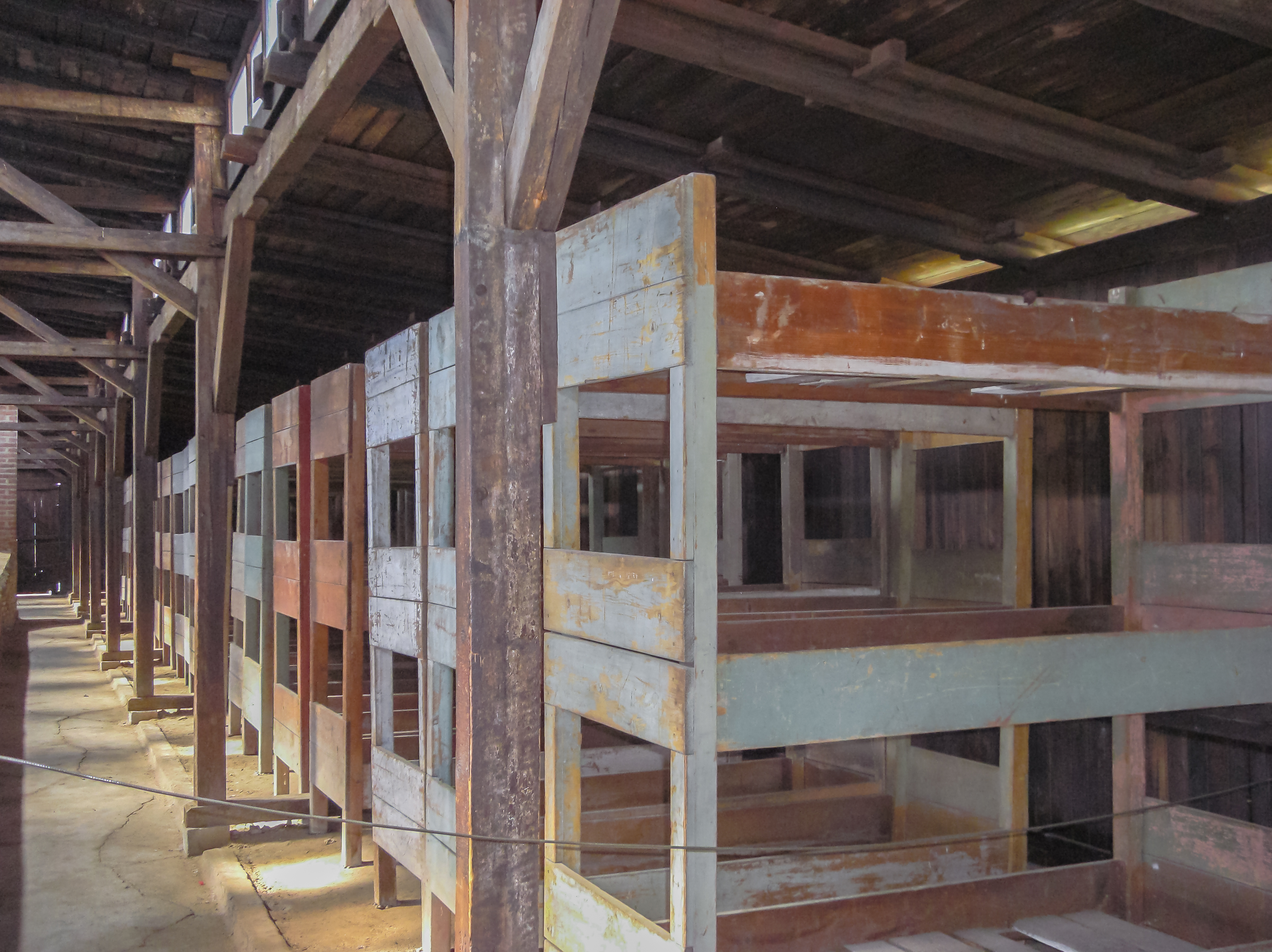
Interno di un blocco di celle ad Auschwitz

Il 12 febbraio le donne furono inviate al blocco 26. Il giorno seguente, dopo aver camminato nella neve per due ore, ebbero il compito di ripulire un campo con le pale, come parte dell'ampliamento del campo di Birkenau. Per il sostentamento ricevevano mezzo litro di caffè nero al mattino, acqua addensata come zuppa a mezzogiorno e 300 g di pane la sera, a volte con margarina, marmellata, salsiccia o formaggio. Morirono diverse donne, tra cui Berthe Lapeyrade che si rifiutò di alzarsi dopo essere caduta in una palude e fu picchiata a morte, Alice Varailhon, colpita da una guardia, Annette Epaud, mandata al blocco 25 e poi nella camera a gas perché diede dell'acqua a un detenuto assetato.
A marzo del 1943 scoppiò un'epidemia di tifo che devastò il campo. Molte francesi morirono. La prima fu Raymonde Sergent, pochi giorni dopo Maï Politzer e Rosa Floch, la più giovane del convoglio, poi Andrée Tamisé, la cui salute era già stata indebolita dalla dissenteria, e infine Claudine Guérin, che perse il senno a causa della febbre. Al 10 aprile 1943 ne erano rimaste solo 70. Il 1º maggio Danielle Casanova si ammalò e, nonostante fosse stata vaccinata dai medici delle SS, morì di tifo nove giorni dopo.

#### Sottocampo Raisko
Poco dopo il loro arrivo cinque donne del convoglio - Madeleine Dechavassine, Marie-Élisa Nordmann-Cohen, Hélène Solomon-Langevin, Laure Gatet e Alice Loeb - furono mandate a lavorare nel sottocampo di Raisko. Questo campo si occupava della produzione di kok-saghiz, una varietà di dente di leone la cui radice contiene il lattice usato per ottenere gomma. Situata fuori dal campo, Raisko era una vecchia scuola circondata da campi e serre. Era gestito da un ufficiale delle SS che aveva paura del contagio e permetteva alle donne di badare all'igiene e di mantenersi in condizioni di salute relativamente buone. I più qualificati in chimica venivano assegnati al laboratorio per fare esperimenti, mentre altri lavoravano nei campi, si prendevano cura delle piante o aiutavano i chimici. Era uno dei sottocampi meno pericolosi di Auschwitz-Birkenau.
All'inizio dell'estate Marie-Claude Vaillant Couturier sentì che le francesi sarebbero state trasferite a Ravensbrück. Infatti, alla fine di aprile Emmanuel Fleury, marito di Marie-Thérèse Fleury, aveva saputo dalla Resistenza che sua moglie era morta; un telegramma era stato inviato alla Resistenza francese a Londra e reso pubblico nella trasmissione Radio Londres della BBC. Le famiglie dei deportati inviarono diverse lettere alla Croce Rossa francese e al governo per chiedere notizie dei loro cari in seguito agli altri comunicati di morte giunti in Francia. Il 17 agosto Radio Londres riferì sulle condizioni di detenzione delle donne comuniste, trasferite da Romainville ad Auschwitz. Quando fu detto che c'era un solo rubinetto per 5.000 donne, i giornalisti, pensando ad un errore, corressero in un rubinetto per 500 donne. In seguito a questi eventi - anche se non fu trovato alcun documento che lo dimostra - alle donne del sottocampo di Raisko fu permesso di scrivere una lettera in tedesco alle loro famiglie francesi. Le donne del convoglio 31000 a Raisko scoprirono anche che ad Auschwitz-Birkenau c'erano altre 37 loro compagne ancora vive.

### Trasferimento a Ravensbrück

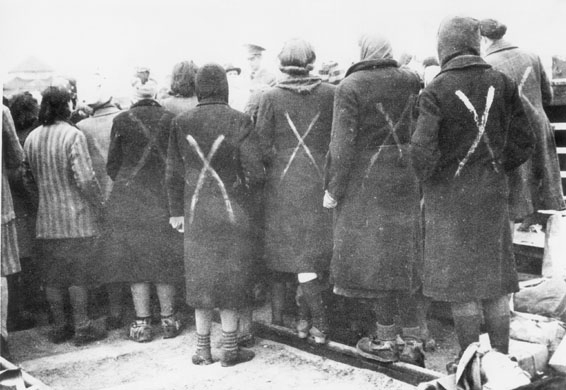
Detenute a Ravensbrück con le croci bianche sui vestiti.

Il 7 gennaio 1944 10 donne del sottocampo di Raisko furono trasferite a Ravensbrück. Al loro arrivo, dopo una doccia e una visita ginecologica, ricevettero nuovi abiti presi dai bagagli dei deportati e marchiati con grandi croci bianche davanti e dietro. Le nuove arrivate furono mandate a cucire divise militari tedesche; se la quota di produzione giornaliera non veniva raggiunta, venivano picchiati da una delle guardie. Marie-Jeanne Pennec, che faceva parte di questo gruppo affiatato, fu trasferita da sola in Cecoslovacchia. Il 4 agosto 1944 arrivarono a Ravensbrück anche le componenti del convoglio che dall'anno precedente erano rimaste in quarantena ad Auschwitz. Diverse furono collocate nel blocco 32 (Marie-Élise Nordmann-Cohen, Marie-Claude Vaillant-Couturier e Adélaïde Hautval). Questo blocco di celle ospitava prigionieri, principalmente polacchi, che erano sopravvissuti agli esperimenti del dottor Karl Gebhardt.
Poche settimane dopo si avverò la più grande paura delle prigioniere: la separazione. Un gruppo, composto da Cécile Charua, Poupette Alizon, Carmen e Lucienne Thévenin e Gilberte Tamisé, venne messo in un convoglio di deportazione diretto a Beendorf, una fabbrica di missili V1 e V2 situata in un'ex miniera di sale profonda 600 m. Lì compirono dei piccoli atti di sabotaggio: non serrare le viti, fare buchi troppo grandi, mettere sale nel grasso o addirittura far cadere le parti più fragili per romperle. Poco dopo la loro partenza Hélène Solomon-Langevin fu mandata, da sola, come infermiera in una fabbrica Bosch vicino a Berlino.
L'avanzata dell'Armata Rossa causò il trasferimento dei deportati dai campi orientali verso ovest, quindi a Ravensbrück, che diventava sempre più sovraffollato. Di conseguenza fu aperto lo Jugendlager, un ex campo annesso, convertito per fungere da centro di sterminio di persone troppo deboli per lavorare. Adélaïde Hautval e altri medici detenuti erano incaricati a stilare l'elenco delle donne da inviarvi, e cercarono di salvarle. In questo periodo Germaine Tillion e Marie-Claude Vaillant-Couturier iniziarono a prendere appunti sul campo e sulla loro detenzione. Scrivevano con una calligrafia così piccola che era quasi illeggibile a occhio nudo.
Il 2 marzo 1943 585 donne, di cui 33 francesi che facevano parte del convoi des 3100, furono messe sul convoglio diretto a Mauthausen, un'antica fortezza medievale vicino a Linz, in Austria, trasformata in un campo nel 1938. Vi arrivarono il 7 marzo, dopo essere state costrette a marciare per l'ultimo tratto senza cibo. Dovevano smantellare i binari alla stazione di Amstetten. Charlotte Decock, Olga Melin e Yvonne Noutari morirono nell'attentato del 21 marzo. Il 22 aprile 1945 le 30 sopravvissute appresero che la Croce Rossa era arrivata per evacuarle.

### Liberazione
Il 25 gennaio 1945 l'Armata Rossa entrò ad Auschwitz e liberò i prigionieri che erano stati abbandonati dalle guardie. Tra loro c'era Marie-Jeanne Bauer, l'unica francese del convoglio del 24 gennaio 1943 ancora lì. Pochi giorni dopo la liberazione fu quasi uccisa da un soldato sovietico ubriaco: il proiettile sparato le ha sfiorato l'aorta prima di uscire dalla scapola, ma ella sopravvisse. La prima ad essere liberata, fu l'ultima a tornare in Francia il 15 luglio 1945.
Al campo di Oranienbourg Hélène Solomon fu costretta ad una marcia della morte che durò 12 giorni, fino a quando fu definitivamente abbandonata dalle SS. Insieme ad altre donne francesi, lasciò la colonna e incontrò dei soldati che le caricarono su un camion diretto a Lille dove le attendeva la Croce Rossa francese; pesava solo 35 kg.
Le cinque di Beendorf furono trasferite al campo di Neuengamme il 10 aprile insieme ad altri 5.000 prigionieri. Il viaggio durò 12 giorni, interrotto dalle soste causate dai bombardamenti alleati. Quando arrivarono, le SS e i prigionieri scoprirono che il campo era stato abbandonato. Furono raggiunti da Madeleine Doiret che aveva trascorso i mesi precedenti in una fabbrica Siemens. Infine, furono rimessi sul treno con gli altri deportati e inviati in un campo vicino ad Amburgo dove furono liberati dalla Croce Rossa. Le sei donne furono mandate a Malmö in Svezia per riprendersi.
Nel frattempo erano in corso trattative tra il conte Bernadotte, il presidente della Croce Rossa svedese, Norbert Masur, in rappresentanza del World Jewish Congress e Heinrich Himmler, per i prigionieri di Ravenbrück da trasferire alle cure della Croce Rossa. All'inizio di aprile il primo gruppo di pazienti fu evacuato dal campo. Il 23 aprile i rimanenti (488 francesi, 231 belgi e 34 olandesi) furono liberati dalla Croce Rossa ed evacuati. Una delle ultime donne liberate dall'Armata Rossa fu Simone Loche, evacuata dalla Croce Rossa dopo essere stata operata da un medico russo. Trascorse diversi mesi di riabilitazione in un ospedale di Créteil e fu dimessa il 30 aprile. Adelaïde Hautval e Marie-Claude Vailant-Couturier rimasero sul posto per prendersi cura dei malati e accettarono di essere rimpatriate solo quando il loro ultimo paziente lasciò il campo. 
Delle 230 donne del convoglio del 24 gennaio 1943 sopravvissero solo 49.

### Dopoguerra
Diverse donne del convoglio testimoniarono contro coloro che le avevano arrestate e avevano abusato di loro. Betty Langlois testimoniò durante il processo a Fernand David, capo delle Brigate speciali a Parigi che fece deportare diversi membri del convoglio. Fu condannato alla fucilazione. Marie-Claude Vaillant-Couturier testimoniò il 28 gennaio 1946 durante i processi di Norimberga.
Adelaide Hautval fu insignita del titolo di Giusta tra le nazioni nel 1985 per aver cercato di salvare i suoi pazienti nei campi in cui era detenuta. Anche Annette Epaud ricevette il titolo di Giusta tra le nazioni, postumo nel 1997, per aver dato acqua alle donne morenti nel blocco 25 di Auschwitz, tra cui molte ebree, atto che la portò nella camera a gas pochi giorni dopo.
A molti sopravvissuti gli anni di detenzione provocarono danni alla salute: artrite, riacutizzazioni di tifo, esaurimento cronico e depressione.
L'ultima superstite del Convoi des 31000, Christiane (Cécile) Charua, morì alla fine di ottobre 2016, all'età di 101 anni.

## Donne nel convoglio
Il Convoi des 31000 è insolito in quanto la maggior parte delle 230 donne deportate fu arrestata per atti di resistenza. L'85% di esse erano membri della Resistenza, 199 erano anche membri del Partito Comunista. I mariti di 36 di loro furono uccisi dai nazisti, fucilati o morti durante la detenzione. 99 donne avevano figli, 167 in tutto; la più piccola aveva pochi mesi quando la madre fu deportata.
Nessuna delle 54 donne che avevano più di 44 anni è sopravvissuta. Delle 21 di età compresa tra 40 e 44 anni solo 6 sono sopravvissute. Delle 38 che avevano tra i 35 e i 40 anni 8 sono sopravvissute. C'erano 17 sopravvissute tra quelle che avevano 25-35 anni e 18 sopravvissute tra le 50 che avevano 17-25 anni.
106 donne provenivano dall'Île-de-France; 85 provenivano da comuni con più di 10.000 abitanti, 32 da comuni o villaggi con meno di 10.000 abitanti e per 6 di esse l'informazione è sconosciuta. 9 persone del convoglio non erano francesi.
Per quanto riguarda le professioni, c'erano quattro chimici (tra cui Marie-Élise Nordmann-Cohen), tre medici (Maï Politzer, ostetrica; Danielle Casanova, dentista; Adélaïde Hautval, psichiatra), 21 sarte, una cantante e alcune studentesse.

### Sopravvissute

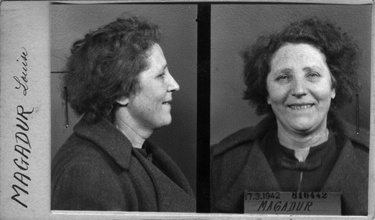
Louise Magadur
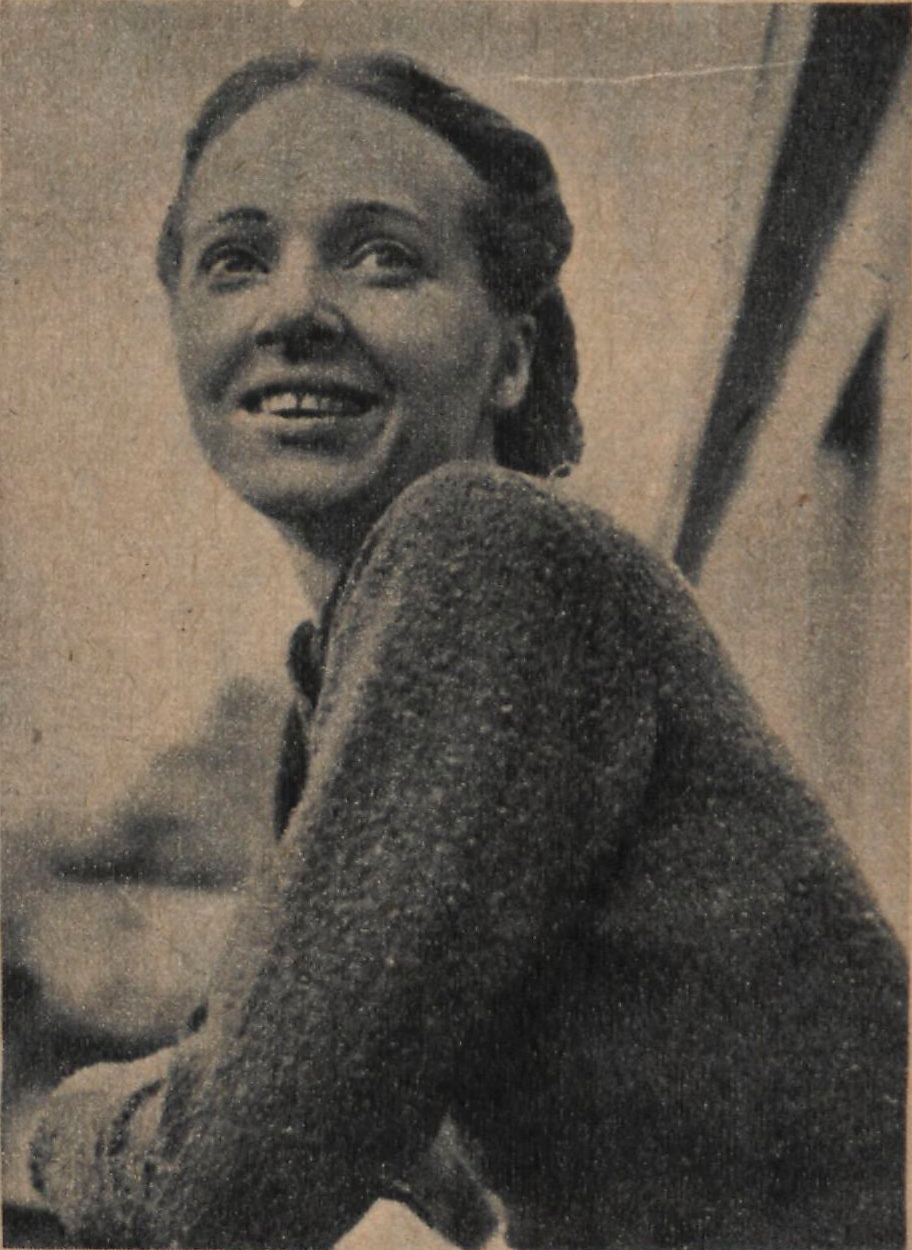
Marie-Claude Vaillant-Couturier
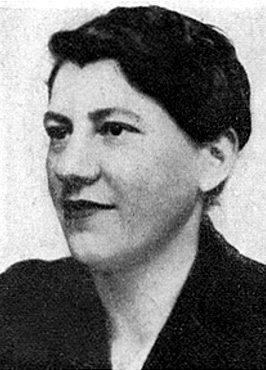
Hélène Solomon-Langevin

### Vittime

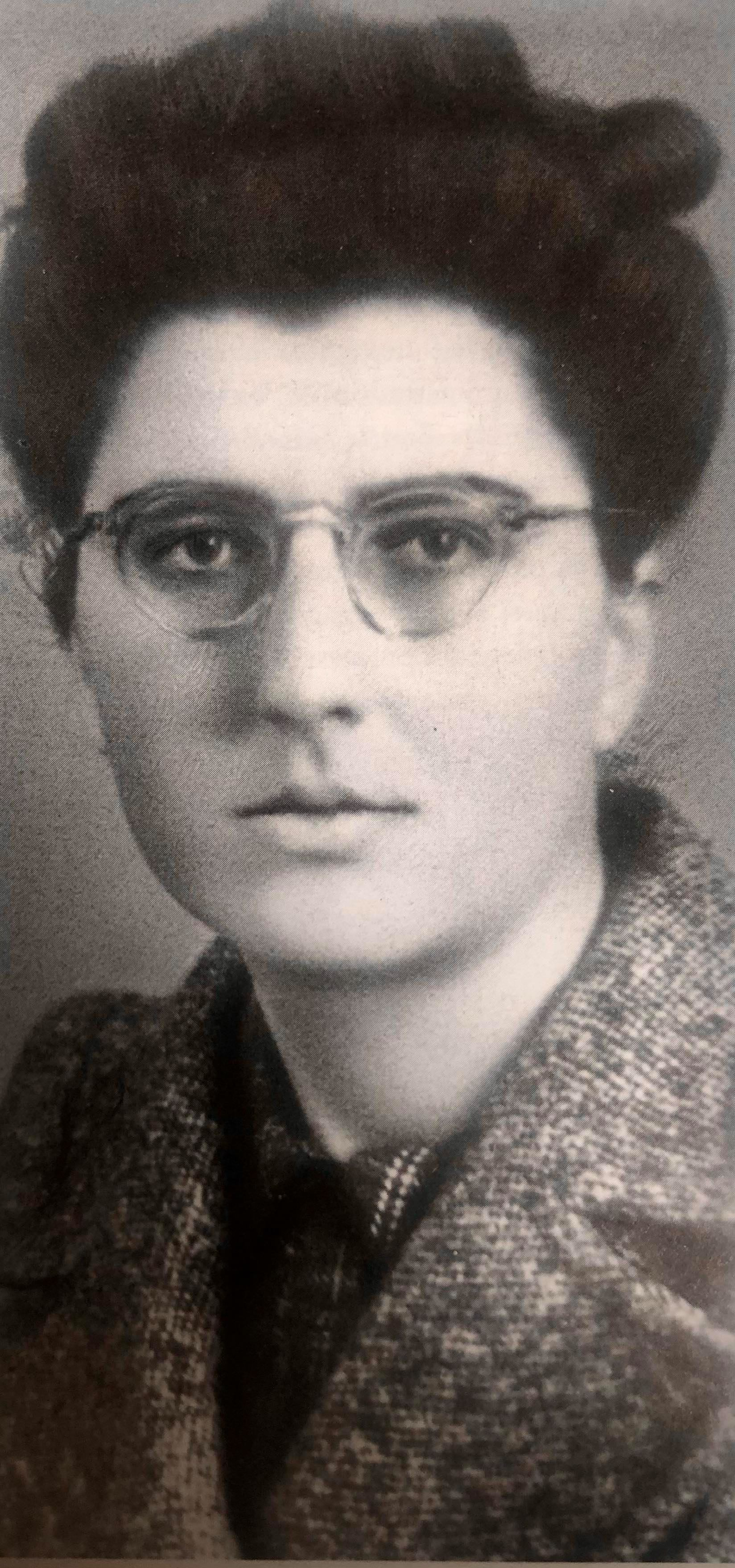
Laure Gatet
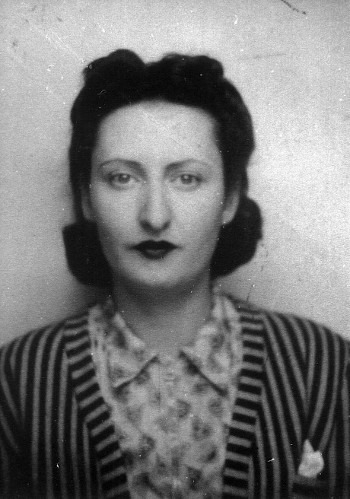
Vittoria Nenni
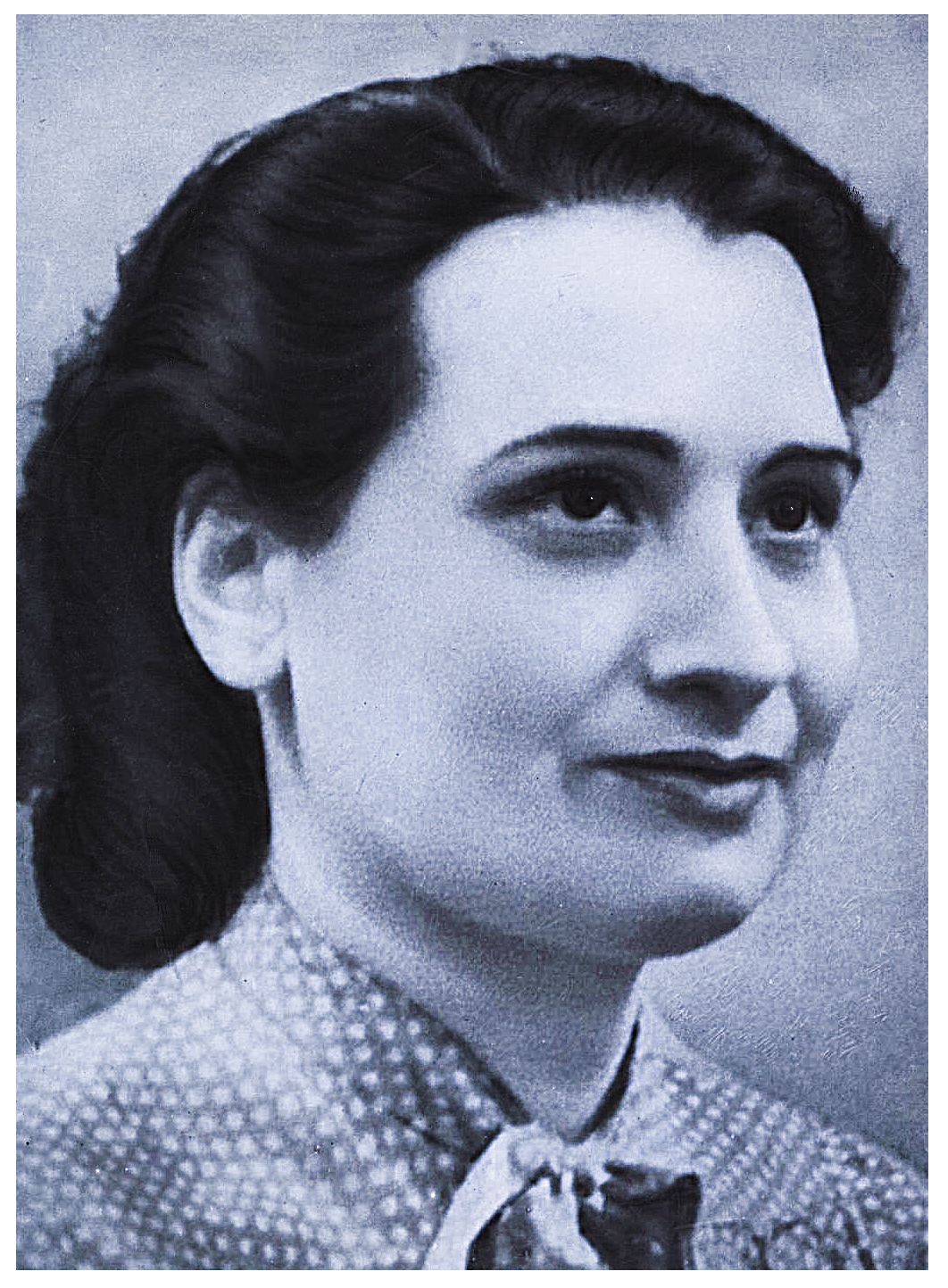
Danielle Casanova

## Commemorazione

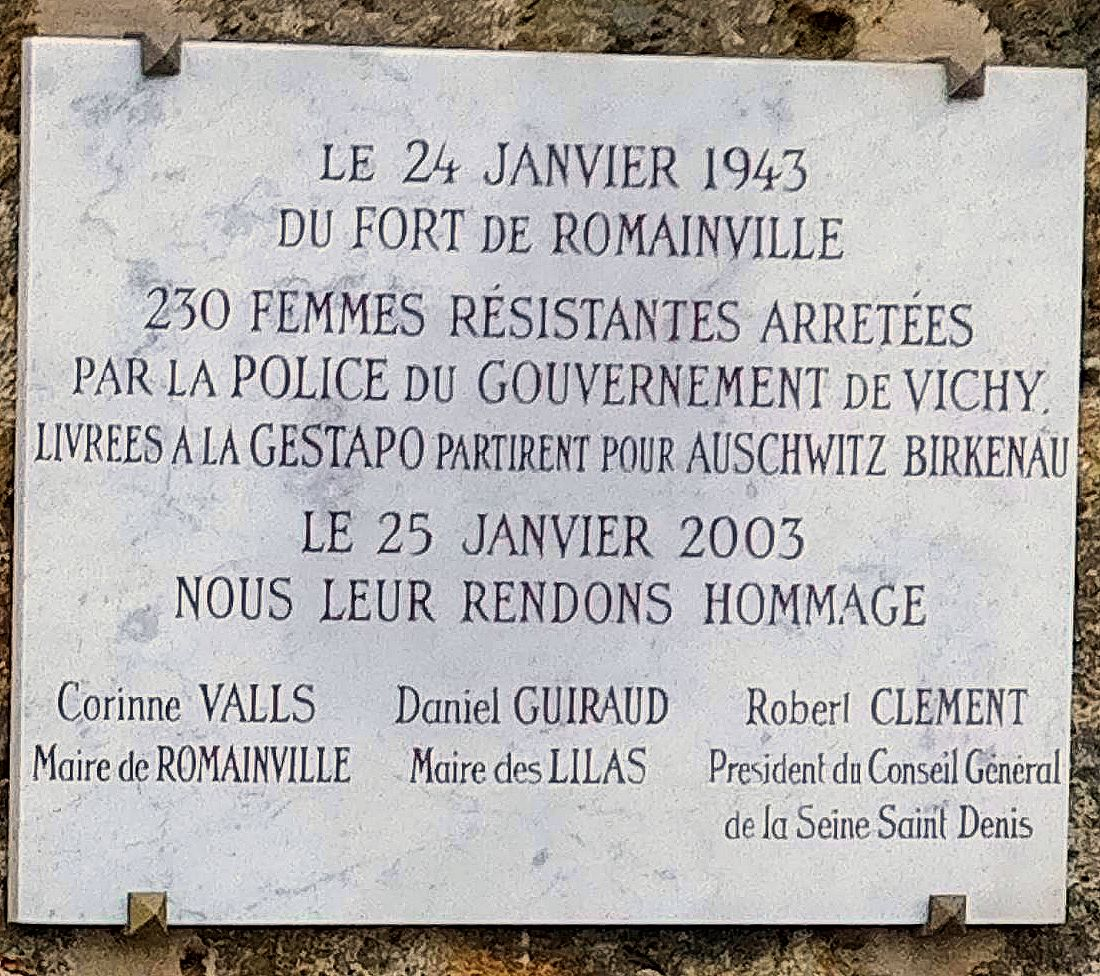
Targa commemorativa a Fort Romainville

Nel settembre 1943, quando le informazioni sulla sorte delle donne francesi nel convoglio iniziarono a circolare nell'ambiente della Resistenza, Louis Aragon scrisse su di loro una poesia, che recitava:
Poco dopo il suo ritorno Charlotte Delbo scrisse il suo manoscritto di Auschwitz ma non lo presentò a nessun editore per vent'anni. Il primo volume uscì nel 1965. Lo stesso anno fu pubblicato Le Convoi du 24 janvier, con le biografie delle 230 donne del convoglio.
Il 25 gennaio 2003, per commemorare il 60º anniversario del convoglio, sul muro di Fort Romainville fu apposta una targa.
Nel 2008 la biografa Caroline Moorehead decise di contattare le sopravvissute per scrivere la loro storia; all'epoca sette erano ancora in vita. Riuscì ad incontrare Betty Langlois, Cécile Charua, Madeleine Dissoubray e Poupette Alizon, la cui sorella morì nei campi.
Nel 2013 un festival teatrale amatoriale rese omaggio al Convoi des 31000 con un'opera teatrale di Gérard Thévenin. Nel 2019 una pièce chiamata Convoy 31000 fu diretta da Tina Taylor al Lunatico Theatre di Berkeley, in California.
Un documentario sulla storia del convoglio fu trasmesso a gennaio 2019 sul canale francese Toute l'Histoire.
Ogni anno a Romainville la data di partenza del convoglio viene commemorata da una cerimonia di deposizione delle ghirlande.